# Габбана, Стефано
Стефано Габбана (итал. Stefano Gabbana, род. 14 ноября 1962, Милан, Италия) — итальянский модельер одежды, наравне с Доменико Дольче один из основателей и совладельцев дома моды Dolce & Gabbana; один из богатейших людей Италии.

## Биография
Окончил в Милане художественный колледж по специальности «креативный директор», после чего открыл ателье под своей фамилией. Приняв к себе на работу Доменико Дольче, обучал его основам модной индустрии. В 1982 году совместно с Дольче открыл студию, занимавшуюся консультационными услугами в области моды, где первоначально каждый из них работал под собственным именем. Позднее модельеры, в целях экономии, объединили свои усилия под единой маркой Dolce & Gabbana. В 1985 году в рамках Миланской недели моды представили свою первую коллекцию женской одежды и в следующем году открыли в Милане собственный магазин. В 1987 году представили свою первую коллекцию трикотажа. В 1990-м — создали коллекцию модной одежды для мужчин.
В 2000 году, спустя 15 лет после начала совместной жизни и карьеры, Доменико Дольче и Стефано Габбана публично раскрыли характер своих личных отношений — они долгое время были любовниками. В 2004 году они расстались, и с тех пор придерживаются исключительно деловых отношений.
В марте 2013 года Стефано Габбана был назван журналом «Форбс» одним из 1000 богатейших людей планеты (на 736-м месте с состоянием в 2 млрд $) и 11-м — по величине состояния в Италии.

## Уход от уплаты налогов
В мае 2009 года правительство Италии обвинило владельцев компании Dolce & Gabbana, переведших в 2004—2006 годах свои активы на сумму, равную примерно 249 миллионам евро, в Люксембург, на холдинговую компанию Gado, в сокрытии доходов. 19 июня 2013 года Стефано Габбана и его партнёры по бизнесу были признаны виновными в уходе от декларирования дохода в 1 млрд евро (1,3 млрд $). Суд приговорил обоих модельеров к одному году и восьми месяцам тюрьмы и персональному штрафу в 500 тысяч евро (в соответствии с итальянскими законами, они не будут сидеть в тюрьме, так как приговор на срок менее трёх лет заменяется домашним арестом либо общественными работами). Дизайнеры решили обжаловать приговор, однако 30 апреля 2014 года апелляционный суд оставил в силе решение низшей инстанции.